# 恋のダイヤル6700
「恋のダイヤル6700」（こいのダイヤル シックス・セヴン・オー・オー）は、1973年12月5日に発売されたフィンガー5の3枚目のシングル。

## 解説
1973年12月31日より4週連続で、オリコン・シングルチャート第1位獲得。累計売上は160万枚を記録。オリコン集計では85万枚近いセールス。
1974年7月公開の『東映まんがまつり』内作品『フィンガー5の大冒険』の主題歌。
曲名の「6700」は、作詞した阿久悠が高校生時代に見た映画『グレン・ミラー物語』で使われていた、グレン・ミラーの「ペンシルバニア6-5000」にヒントを得たものという。
1992年12月24日に放送されたNHKのクリスマス特番『クリスマスポップス&ロック』で、三男の正男と四男の晃が、女性バンドプリンセス・プリンセスとコラボレーションし、この曲を演奏した。その際、プリンセス・プリンセスのヴォーカル奥居香が「ハロー・ダーリン」のセリフを担当した。
6700の電話番号には、リリース当時真似して大量の悪戯電話が来た。

## 収録曲
- 両楽曲共に、作詞：阿久悠／作曲・編曲：井上忠夫

1. 恋のダイヤル6700（2分58秒）
2. 初めてのクラス会（3分34秒）
  - 玉元正男のソロ曲。

## カバー
- 西田ひかる「ダンダン娘」 - 三菱電機のエア・コンディショナー「霧が峰FX」CMタイアップにあたって、阿久悠が歌詞を全面的に書き直した[2]。エアコンの「暖房」と掛け合わせた詞になっている[2]。
- BANANA - 1989年、アルバム『キューティーズ・イン・バリエーション』に収録されている。
- 篠原ともえ - ゲーム『GUITARFREAKS APPEND 2ndMIX』（2000年2月24日発売）と『drummania』（2000年3月4日発売）に収録。CDには2000年11月22日に発売された『GUITAR FREAKS 3rdMIX & drummania 2ndMIX soundtracks』に収録されている。
- 奥田綾乃 - 2001年 - 『恋のダイヤル6700〜papaya ver.〜』
- New man co.,Ltd. - 2004年、『おもいっきり科学アドベンチャー そーなんだ!』のエンディング曲としてカバーされた。
- MINI☆BOX - 2006年
- 平田裕香 - 2008年
- 音速ライン - 2008年 - 『歌鬼（GA-KI）〜阿久悠トリビュート〜』♯07
- モーニング娘。 - 2008年
- レッド・ペッパー・ガールズ - 2008年
- 小見川千明 - 2009年 アニメ『夏のあらし!』の挿入歌。『夏のあらし! キャラクターソングアルバム 歌声喫茶方舟』に収録されている。
- Dream5 - 2010年（後述）
- ももいろクローバー - （ライブ限定、2011年）
- Layna - 2012年
- あゆみくりかまき - 2014年
- MANON - 2022年、「歌のシン・トップテン」の企画でカバー、放送終了後、サブスクリプションで配信
- chelmico - 2024年、丸亀製麺の「丸亀シェイクうどん」CMにて替え歌使用[5]。

## 本楽曲が使用された作品
テレビ
- ど根性ガエル 第87回Bパート（第174話）「さよなら三角またきて四角」（1974年）

※この話の曲のタイトルは「恋のダイヤル110番」となっており、グループ名も「モモンガー5」に変わっている。
- ウルトラマンタロウ 第48話「怪獣ひなまつり」（1974年）
- ウルトラマンレオ 第3話「涙よ さよなら…」、第23話「ベットから落ちたいたずら星人」（1974年）

CM
- リクルート ビーイング
- 日本自転車振興会（現・JKA） RING!RING!プロジェクトはじまる。
- メンズプラザアオキ（2004年） - 菊川怜と元フィンガー5のAKIRAにより、替え歌「恋の半額スーツ9450Yen」として歌った[6]。
- ミスタードーナツ ジンジャーリング「恋のダイヤル6700」篇（2012年） - スマイレージ（現・アンジュルム）の歌による同楽曲の替え歌が使用されている。
- 宝酒造 タカラcanチューハイ「すりおろしりんご」新登場篇（2013年） - 同楽曲の替え歌が剛力彩芽によって披露されている。
- キリンビール のどごしスペシャルタイム「ティザー」篇（2017年） - 後述のDream5カバー版が使用されている。

## Dream5によるカバー・シングル
「恋のダイヤル6700」（こいのダイヤル シックス・セヴン・オー・オー）は、Dream5の3枚目のシングルとして、2011年1月1日にavex traxから発売された。
- CDとDVDがセットになっているバージョンと、CDのみのバージョンの2種類がある。
- ミュージックビデオにはAAAの日高光啓、末吉秀太がゲスト出演。
- ダンサーの高野洸、大原優乃、玉川桃奈も歌っている。
- 「恋のダイヤル6700」は『天才てれびくんMAX』のコーナー「ミュージックてれびくん」2010年12月放送曲。

### Dream5盤シングルの収録曲

#### CD
1. 恋のダイヤル6700 [3:00]
  - 作詞：阿久悠、作曲：井上忠夫、編曲：守尾崇
2. ネバルノダ! [4:20]
  - 作詞：森月キャス、作曲・編曲：渡辺徹
3. 恋のダイヤル6700（Instrumental）[3:00]
4. ネバルノダ!（Instrumental）[4:16]

#### DVD
1. 恋のダイヤル6700（Music Video）
2. 恋のダイヤル6700（MTK version）
3. 恋のダイヤル6700（振りビデオ）
4. ネバルノダ!（振りビデオ）